# Selección de fútbol sub-21 de México
La selección de fútbol de México sub-21 es el equipo masculino representativo de la Federación Mexicana de Fútbol (la cual es miembro de la CONCACAF) en las competiciones oficiales de la categoría sub-21. Es la selección que acude al Torneo de Fútbol de los Juegos Centroamericanos y del Caribe y al Torneo Esperanzas de Toulon.
Fue la primera categoría con límite de edad formada por la Federación, aunque ya había un equipo juvenil, este no tenía un parámetro definido; se instituyó en 1977 para participar en el torneo clasificatorio para la primera Copa del Mundo Juvenil de la FIFA, para posteriormente convertirse en sub-20, cuando se estableció esta división como el límite para el mencionado torneo. Es por ello que la primera parte de su historia es en los hechos la de la representación juvenil y actual sub-20.
Resurgió en 2002 para ser el representativo que iniciara el denominado ciclo olímpico (Centroamericanos-Panamericanos-Olímpicos); por lo cual su retorno se produjo en los Juegos Centroamericanos de San Salvador 2002.

## Estadísticas

### Juegos Centroamericanos y del Caribe
| Edición                         | Resultado                                                             | Posición                                                              | PJ                                                                    | PG                                                                    | PE                                                                    | PP                                                                    | GF                                                                    | GC                                                                    |
| ------------------------------- | --------------------------------------------------------------------- | --------------------------------------------------------------------- | --------------------------------------------------------------------- | --------------------------------------------------------------------- | --------------------------------------------------------------------- | --------------------------------------------------------------------- | --------------------------------------------------------------------- | --------------------------------------------------------------------- |
| México 1926                     | No se disputó torneo de fútbol                                        | No se disputó torneo de fútbol                                        | No se disputó torneo de fútbol                                        | No se disputó torneo de fútbol                                        | No se disputó torneo de fútbol                                        | No se disputó torneo de fútbol                                        | No se disputó torneo de fútbol                                        | No se disputó torneo de fútbol                                        |
| La Habana 1930                  | De 1930 a 1938 los Juegos fueron disputados por selecciones absolutas | De 1930 a 1938 los Juegos fueron disputados por selecciones absolutas | De 1930 a 1938 los Juegos fueron disputados por selecciones absolutas | De 1930 a 1938 los Juegos fueron disputados por selecciones absolutas | De 1930 a 1938 los Juegos fueron disputados por selecciones absolutas | De 1930 a 1938 los Juegos fueron disputados por selecciones absolutas | De 1930 a 1938 los Juegos fueron disputados por selecciones absolutas | De 1930 a 1938 los Juegos fueron disputados por selecciones absolutas |
| San Salvador 1935               | De 1930 a 1938 los Juegos fueron disputados por selecciones absolutas | De 1930 a 1938 los Juegos fueron disputados por selecciones absolutas | De 1930 a 1938 los Juegos fueron disputados por selecciones absolutas | De 1930 a 1938 los Juegos fueron disputados por selecciones absolutas | De 1930 a 1938 los Juegos fueron disputados por selecciones absolutas | De 1930 a 1938 los Juegos fueron disputados por selecciones absolutas | De 1930 a 1938 los Juegos fueron disputados por selecciones absolutas | De 1930 a 1938 los Juegos fueron disputados por selecciones absolutas |
| Panamá 1938                     | De 1930 a 1938 los Juegos fueron disputados por selecciones absolutas | De 1930 a 1938 los Juegos fueron disputados por selecciones absolutas | De 1930 a 1938 los Juegos fueron disputados por selecciones absolutas | De 1930 a 1938 los Juegos fueron disputados por selecciones absolutas | De 1930 a 1938 los Juegos fueron disputados por selecciones absolutas | De 1930 a 1938 los Juegos fueron disputados por selecciones absolutas | De 1930 a 1938 los Juegos fueron disputados por selecciones absolutas | De 1930 a 1938 los Juegos fueron disputados por selecciones absolutas |
| Barranquilla 1946               | De 1946 a 1986 los Juegos fueron disputados por selecciones amateur   | De 1946 a 1986 los Juegos fueron disputados por selecciones amateur   | De 1946 a 1986 los Juegos fueron disputados por selecciones amateur   | De 1946 a 1986 los Juegos fueron disputados por selecciones amateur   | De 1946 a 1986 los Juegos fueron disputados por selecciones amateur   | De 1946 a 1986 los Juegos fueron disputados por selecciones amateur   | De 1946 a 1986 los Juegos fueron disputados por selecciones amateur   | De 1946 a 1986 los Juegos fueron disputados por selecciones amateur   |
| Guatemala 1950                  | De 1946 a 1986 los Juegos fueron disputados por selecciones amateur   | De 1946 a 1986 los Juegos fueron disputados por selecciones amateur   | De 1946 a 1986 los Juegos fueron disputados por selecciones amateur   | De 1946 a 1986 los Juegos fueron disputados por selecciones amateur   | De 1946 a 1986 los Juegos fueron disputados por selecciones amateur   | De 1946 a 1986 los Juegos fueron disputados por selecciones amateur   | De 1946 a 1986 los Juegos fueron disputados por selecciones amateur   | De 1946 a 1986 los Juegos fueron disputados por selecciones amateur   |
| México 1954                     | De 1946 a 1986 los Juegos fueron disputados por selecciones amateur   | De 1946 a 1986 los Juegos fueron disputados por selecciones amateur   | De 1946 a 1986 los Juegos fueron disputados por selecciones amateur   | De 1946 a 1986 los Juegos fueron disputados por selecciones amateur   | De 1946 a 1986 los Juegos fueron disputados por selecciones amateur   | De 1946 a 1986 los Juegos fueron disputados por selecciones amateur   | De 1946 a 1986 los Juegos fueron disputados por selecciones amateur   | De 1946 a 1986 los Juegos fueron disputados por selecciones amateur   |
| Caracas 1959                    | De 1946 a 1986 los Juegos fueron disputados por selecciones amateur   | De 1946 a 1986 los Juegos fueron disputados por selecciones amateur   | De 1946 a 1986 los Juegos fueron disputados por selecciones amateur   | De 1946 a 1986 los Juegos fueron disputados por selecciones amateur   | De 1946 a 1986 los Juegos fueron disputados por selecciones amateur   | De 1946 a 1986 los Juegos fueron disputados por selecciones amateur   | De 1946 a 1986 los Juegos fueron disputados por selecciones amateur   | De 1946 a 1986 los Juegos fueron disputados por selecciones amateur   |
| Kingston 1962                   | De 1946 a 1986 los Juegos fueron disputados por selecciones amateur   | De 1946 a 1986 los Juegos fueron disputados por selecciones amateur   | De 1946 a 1986 los Juegos fueron disputados por selecciones amateur   | De 1946 a 1986 los Juegos fueron disputados por selecciones amateur   | De 1946 a 1986 los Juegos fueron disputados por selecciones amateur   | De 1946 a 1986 los Juegos fueron disputados por selecciones amateur   | De 1946 a 1986 los Juegos fueron disputados por selecciones amateur   | De 1946 a 1986 los Juegos fueron disputados por selecciones amateur   |
| San Juan 1966                   | De 1946 a 1986 los Juegos fueron disputados por selecciones amateur   | De 1946 a 1986 los Juegos fueron disputados por selecciones amateur   | De 1946 a 1986 los Juegos fueron disputados por selecciones amateur   | De 1946 a 1986 los Juegos fueron disputados por selecciones amateur   | De 1946 a 1986 los Juegos fueron disputados por selecciones amateur   | De 1946 a 1986 los Juegos fueron disputados por selecciones amateur   | De 1946 a 1986 los Juegos fueron disputados por selecciones amateur   | De 1946 a 1986 los Juegos fueron disputados por selecciones amateur   |
| Panamá 1970                     | De 1946 a 1986 los Juegos fueron disputados por selecciones amateur   | De 1946 a 1986 los Juegos fueron disputados por selecciones amateur   | De 1946 a 1986 los Juegos fueron disputados por selecciones amateur   | De 1946 a 1986 los Juegos fueron disputados por selecciones amateur   | De 1946 a 1986 los Juegos fueron disputados por selecciones amateur   | De 1946 a 1986 los Juegos fueron disputados por selecciones amateur   | De 1946 a 1986 los Juegos fueron disputados por selecciones amateur   | De 1946 a 1986 los Juegos fueron disputados por selecciones amateur   |
| Santo Domingo 1974              | De 1946 a 1986 los Juegos fueron disputados por selecciones amateur   | De 1946 a 1986 los Juegos fueron disputados por selecciones amateur   | De 1946 a 1986 los Juegos fueron disputados por selecciones amateur   | De 1946 a 1986 los Juegos fueron disputados por selecciones amateur   | De 1946 a 1986 los Juegos fueron disputados por selecciones amateur   | De 1946 a 1986 los Juegos fueron disputados por selecciones amateur   | De 1946 a 1986 los Juegos fueron disputados por selecciones amateur   | De 1946 a 1986 los Juegos fueron disputados por selecciones amateur   |
| Medellín 1978                   | De 1946 a 1986 los Juegos fueron disputados por selecciones amateur   | De 1946 a 1986 los Juegos fueron disputados por selecciones amateur   | De 1946 a 1986 los Juegos fueron disputados por selecciones amateur   | De 1946 a 1986 los Juegos fueron disputados por selecciones amateur   | De 1946 a 1986 los Juegos fueron disputados por selecciones amateur   | De 1946 a 1986 los Juegos fueron disputados por selecciones amateur   | De 1946 a 1986 los Juegos fueron disputados por selecciones amateur   | De 1946 a 1986 los Juegos fueron disputados por selecciones amateur   |
| La Habana 1982                  | De 1946 a 1986 los Juegos fueron disputados por selecciones amateur   | De 1946 a 1986 los Juegos fueron disputados por selecciones amateur   | De 1946 a 1986 los Juegos fueron disputados por selecciones amateur   | De 1946 a 1986 los Juegos fueron disputados por selecciones amateur   | De 1946 a 1986 los Juegos fueron disputados por selecciones amateur   | De 1946 a 1986 los Juegos fueron disputados por selecciones amateur   | De 1946 a 1986 los Juegos fueron disputados por selecciones amateur   | De 1946 a 1986 los Juegos fueron disputados por selecciones amateur   |
| Santiago de los Caballeros 1986 | De 1946 a 1986 los Juegos fueron disputados por selecciones amateur   | De 1946 a 1986 los Juegos fueron disputados por selecciones amateur   | De 1946 a 1986 los Juegos fueron disputados por selecciones amateur   | De 1946 a 1986 los Juegos fueron disputados por selecciones amateur   | De 1946 a 1986 los Juegos fueron disputados por selecciones amateur   | De 1946 a 1986 los Juegos fueron disputados por selecciones amateur   | De 1946 a 1986 los Juegos fueron disputados por selecciones amateur   | De 1946 a 1986 los Juegos fueron disputados por selecciones amateur   |
| México 1990                     | En 1990 los Juegos fueron disputados por selecciones sub-23           | En 1990 los Juegos fueron disputados por selecciones sub-23           | En 1990 los Juegos fueron disputados por selecciones sub-23           | En 1990 los Juegos fueron disputados por selecciones sub-23           | En 1990 los Juegos fueron disputados por selecciones sub-23           | En 1990 los Juegos fueron disputados por selecciones sub-23           | En 1990 los Juegos fueron disputados por selecciones sub-23           | En 1990 los Juegos fueron disputados por selecciones sub-23           |
| Ponce 1993                      | En 1993 y 1998 los Juegos fueron disputados por selecciones sub-20    | En 1993 y 1998 los Juegos fueron disputados por selecciones sub-20    | En 1993 y 1998 los Juegos fueron disputados por selecciones sub-20    | En 1993 y 1998 los Juegos fueron disputados por selecciones sub-20    | En 1993 y 1998 los Juegos fueron disputados por selecciones sub-20    | En 1993 y 1998 los Juegos fueron disputados por selecciones sub-20    | En 1993 y 1998 los Juegos fueron disputados por selecciones sub-20    | En 1993 y 1998 los Juegos fueron disputados por selecciones sub-20    |
| Maracaibo 1998                  | En 1993 y 1998 los Juegos fueron disputados por selecciones sub-20    | En 1993 y 1998 los Juegos fueron disputados por selecciones sub-20    | En 1993 y 1998 los Juegos fueron disputados por selecciones sub-20    | En 1993 y 1998 los Juegos fueron disputados por selecciones sub-20    | En 1993 y 1998 los Juegos fueron disputados por selecciones sub-20    | En 1993 y 1998 los Juegos fueron disputados por selecciones sub-20    | En 1993 y 1998 los Juegos fueron disputados por selecciones sub-20    | En 1993 y 1998 los Juegos fueron disputados por selecciones sub-20    |
| San Salvador 2002               | Medalla de plata                                                      | 2.º                                                                   | 5                                                                     | 2                                                                     | 3                                                                     | 0                                                                     | 8                                                                     | 4                                                                     |
| Cartagena 2006                  | Cuartos de final                                                      | 8.º                                                                   | 3                                                                     | 1                                                                     | 0                                                                     | 2                                                                     | 3                                                                     | 4                                                                     |
| Mayagüez 2010                   | La Selección de México no participó                                   | La Selección de México no participó                                   | La Selección de México no participó                                   | La Selección de México no participó                                   | La Selección de México no participó                                   | La Selección de México no participó                                   | La Selección de México no participó                                   | La Selección de México no participó                                   |
| Veracruz 2014                   | Medalla de oro                                                        | 1.º                                                                   | 5                                                                     | 4                                                                     | 1                                                                     | 0                                                                     | 17                                                                    | 4                                                                     |
| Barranquilla 2018               | Fase de grupos                                                        | 7.º                                                                   | 3                                                                     | 0                                                                     | 1                                                                     | 2                                                                     | 2                                                                     | 4                                                                     |
| San Salvador 2023               | En 2023 los Juegos fueron disputados por selecciones sub-22           | En 2023 los Juegos fueron disputados por selecciones sub-22           | En 2023 los Juegos fueron disputados por selecciones sub-22           | En 2023 los Juegos fueron disputados por selecciones sub-22           | En 2023 los Juegos fueron disputados por selecciones sub-22           | En 2023 los Juegos fueron disputados por selecciones sub-22           | En 2023 los Juegos fueron disputados por selecciones sub-22           | En 2023 los Juegos fueron disputados por selecciones sub-22           |
| Santo Domingo 2026              |                                                                       |                                                                       |                                                                       |                                                                       |                                                                       |                                                                       |                                                                       |                                                                       |
| Total                           |                                                                       | -                                                                     | 16                                                                    | 7                                                                     | 5                                                                     | 4                                                                     | 30                                                                    | 16                                                                    |

## Resultados
A continuación se detallan los últimos partidos jugados por la selección.
- Actualizado al 10 de junio de 2022.

| Fecha      | Ciudad            | Local   | Resultado | Visitante | Competición               |
| ---------- | ----------------- | ------- | --------- | --------- | ------------------------- |
| 05-06-2022 | Aubagne           | México  | 2:0       | Indonesia | Esperanzas de Toulon 2022 |
| 09-06-2022 | Salon-de-Provence | Francia | 4:1       | México    | Esperanzas de Toulon 2022 |
| 12-06-2022 | Salon-de-Provence | México  | 2:0       | Colombia  | Esperanzas de Toulon 2022 |

## Jugadores

### Última convocatoria
El equipo dirigido por Raúl Chabrand para los encuentros de preparación que sostendrá su escuadra en el Torneo Maurice Revello, en Francia.
| N.º | Nombre                | Posición      | Edad    | Club             |
| --- | --------------------- | ------------- | ------- | ---------------- |
| -   | Eduardo García        | Portero       | 22 años | Guadalajara      |
| -   | Héctor Holguín        | Portero       | 23 años | Santos Laguna    |
| -   | Daniel Aceves         | Defensa       | 23 años | Pachuca          |
| -   | José Castillo         | Defensa       | 23 años | Pachuca          |
| -   | Uziel García          | Defensa       | 23 años | Atl. de San Luis |
| -   | Víctor Guzmán         | Defensa       | 23 años | Tijuana          |
| -   | Salvador Rodríguez    | Defensa       | 23 años | Mazatlán         |
| -   | Ramón Juárez          | Defensa       | 23 años | Atl. de San Luis |
| -   | Rodrigo Parra         | Defensa       | 21 años | Tijuana          |
| -   | Jesús Rivas           | Defensa       | 22 años | Club Universidad |
| -   | Jorge Rodríguez       | Defensa       | 23 años | Toluca           |
| -   | Efraín Álvarez        | Mediocampista | 22 años | LA Galaxy        |
| -   | Benjamín Galdames     | Mediocampista | 24 años | Unión Española   |
| -   | Santiago Naveda       | Mediocampista | 23 años | América          |
| -   | Diego Medina          | Mediocampista | 24 años | Tampico Madero   |
| -   | Andrés Montaño        | Mediocampista | 22 años | Mazatlán         |
| -   | Eugenio Pizzuto       | Mediocampista | 22 años | Sporting Braga   |
| -   | Ángel Zapata          | Mediocampista | 24 años | Monterrey        |
| -   | Ozziel Herrera        | Delantero     | 23 años | Atlas            |
| -   | Santiago Muñoz Robles | Delantero     | 22 años | Newcastle United |
| -   | Ángel Robles Guerrero | Delantero     | 23 años | Puebla           |
| -   | Jorge Ruvalcaba       | Delantero     | 23 años | Club Universidad |
| -   | Teun Wilke            | Delantero     | 23 años | SPAL B           |

## Palmarés
- Juegos Centroamericanos y del Caribe
  - Campeón (1): 2014.
  - Subcampeón (1): 2002.